# Schiffe der Disney Cruise Line
Dies ist eine Liste der Schiffe der Disney Cruise Line.

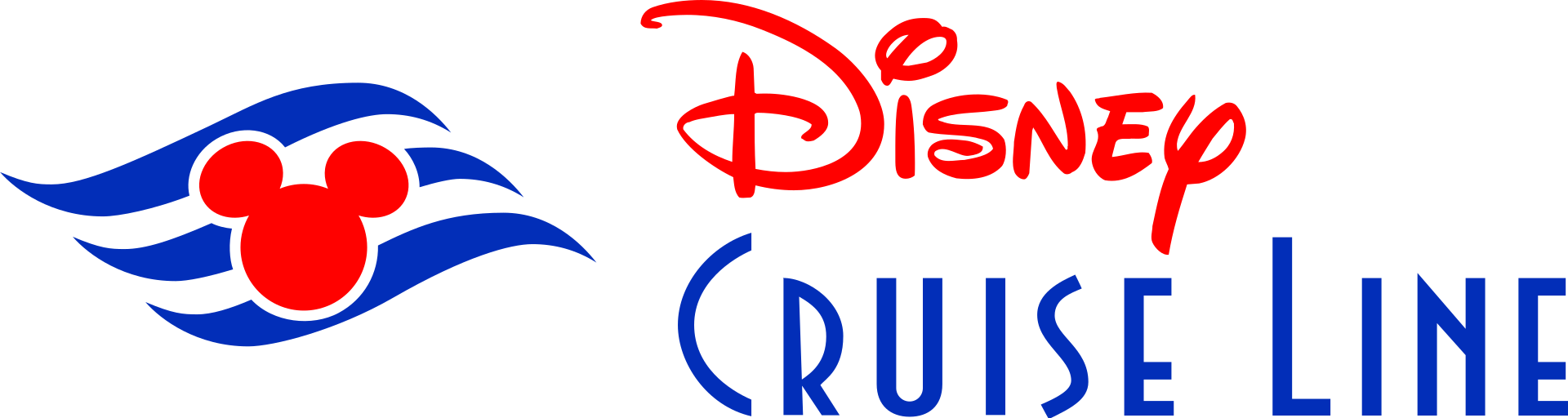
Das Logo der Disney Cruise Line (2025)

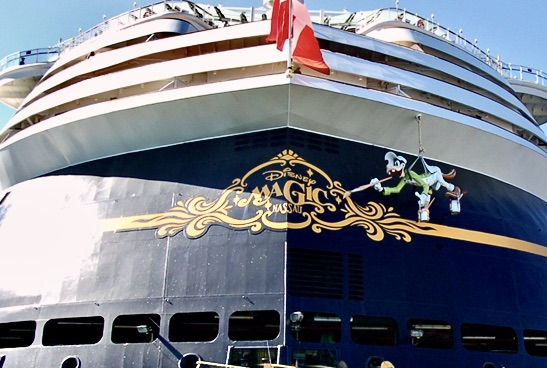
Das Heck der Disney Magic

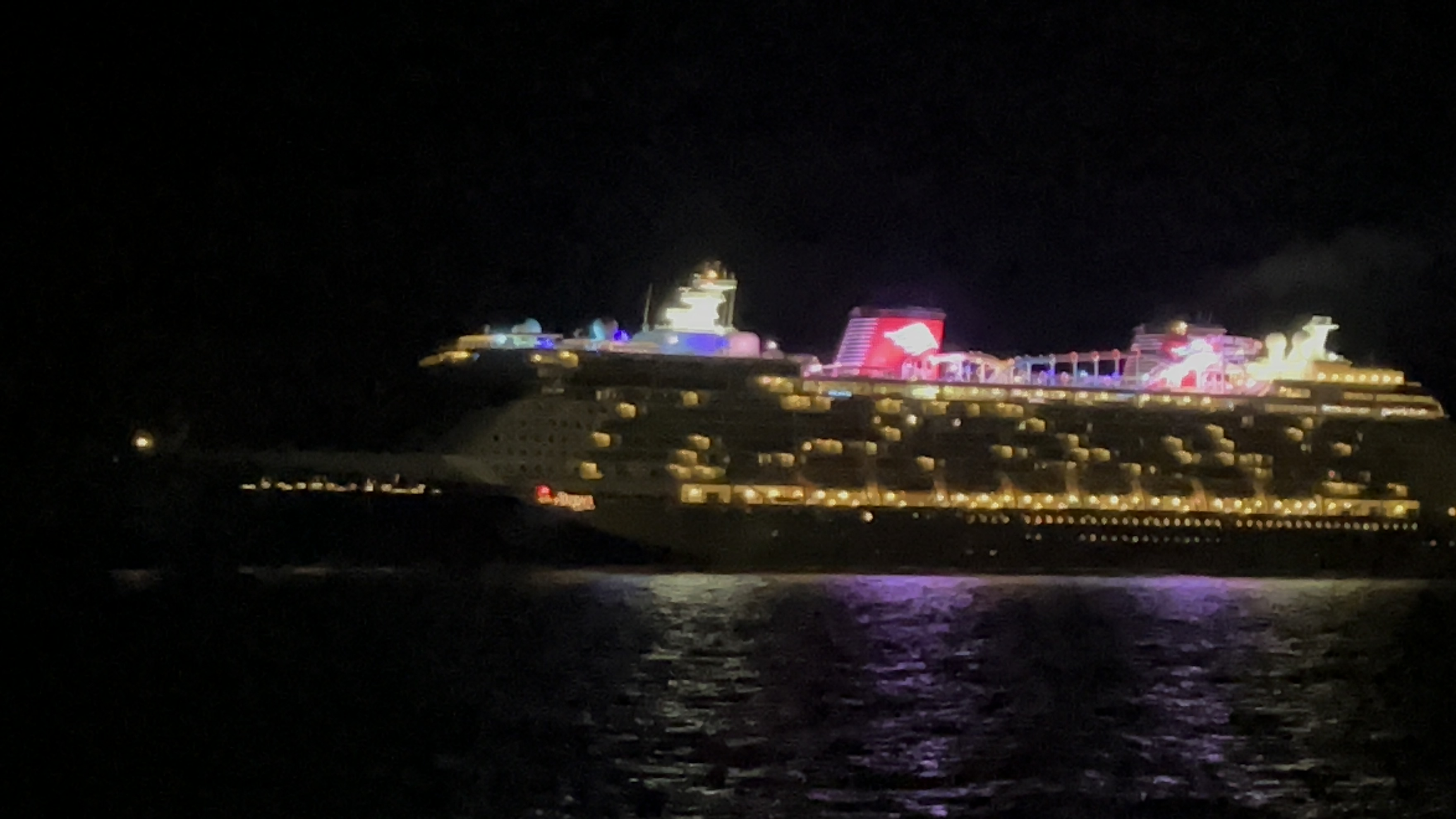
Die Disney Dream am 04. Sep 2024 mit ca. 12kn auf der Elbe

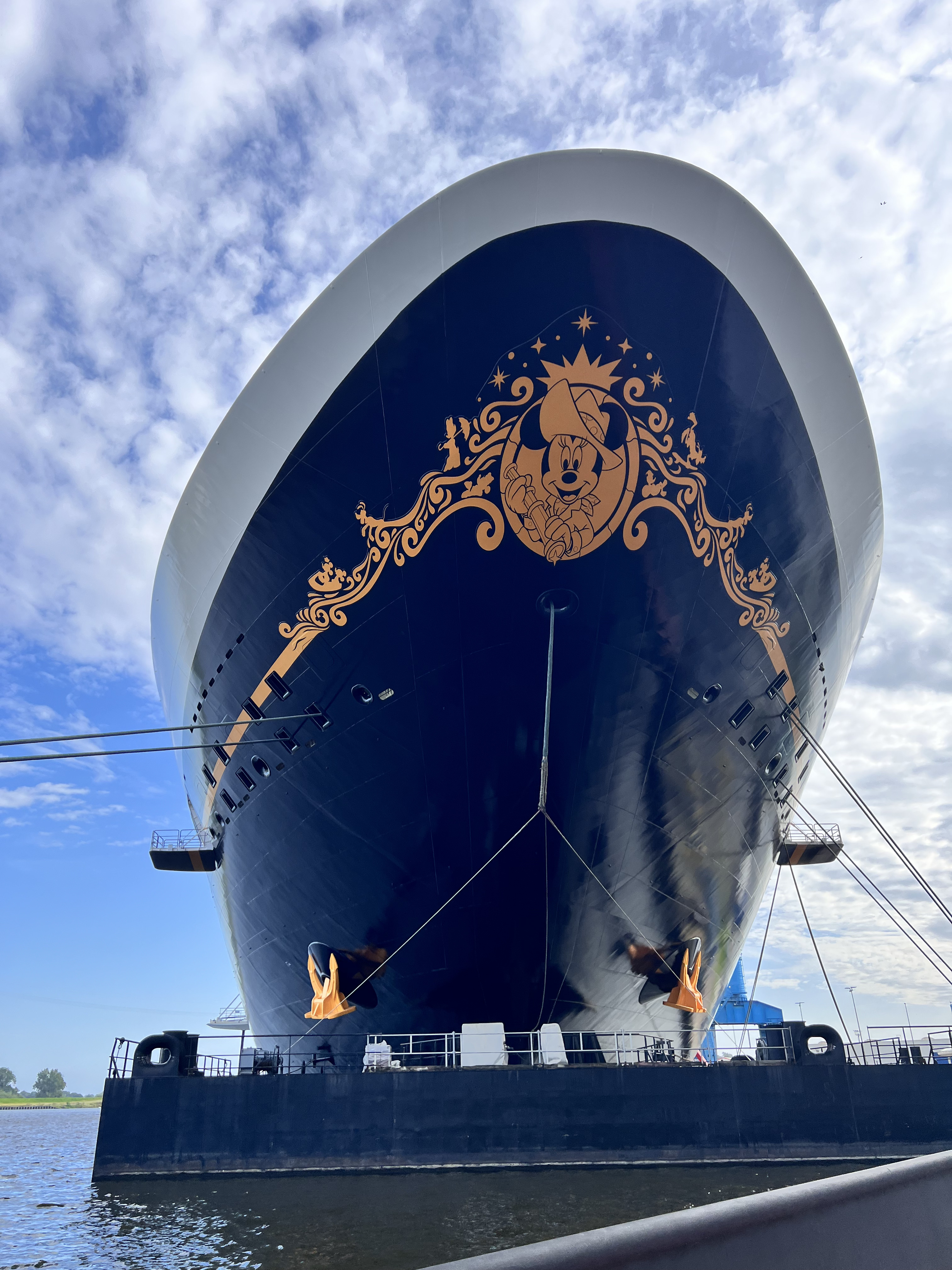
Der Bug der Disney Treasure

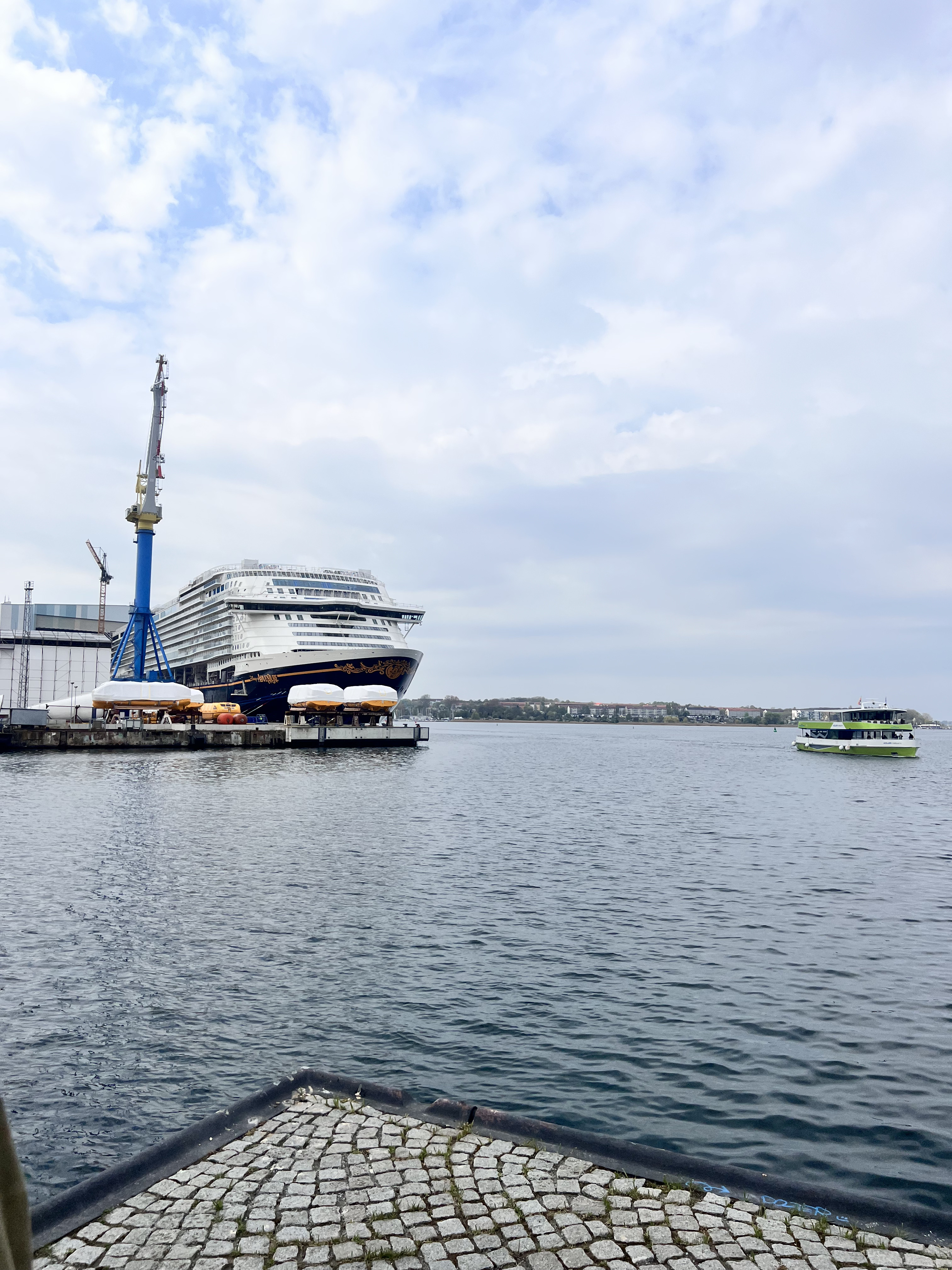
Die Disney Adventure in Wismar

Disney Cruise Line besitzt zurzeit die sechs Kreuzfahrtschiffe: Disney Magic, Disney Wonder, Disney Dream, Disney Fantasy, Disney Wish und die Disney Treasure.
Alle Schiffe der Disney Cruise Line sind offiziell in Nassau, Bahamas, registriert.

## Allgemeines
Die Disney Magic nahm ihren Betrieb am 30. Juli 1998 auf. Die Disney Wonder wurde im August 1999 in Betrieb genommen und beide wurden auf der Fincantieri-Werft in Italien gebaut. Diese 84.000 Tonnen schweren Schiffe (die Abmessungen der beiden unterscheiden sich geringfügig) sind 294 m lang und 32 m breit. Die Schiffe verfügen jeweils über 875 Kabinen und sind im Design nicht identisch, mit vielen Unterschieden in der Innenausstattung, den Restaurants und den Unterhaltungsmöglichkeiten. Beide verfügen über Bereiche, die ausschließlich für verschiedene Altersgruppen konzipiert sind, darunter Kinder, Jugendliche und Erwachsene. Aktuelle Reiserouten führen je nach Schiff nach Alaska, auf die Bahamas, in die Karibik, nach Australien und Europa.
Alle Disney Schiffe sind von Grund auf als Familienkreuzfahrtschiffe konzipiert und gebaut wurden, mit dem Ziel, Erwachsene und Kinder gleichermaßen unterzubringen und zufrieden zu stellen. Im Gegensatz zu den meisten Schiffen ihrer Art verfügen sie nicht über Casinos.
Disney Cruise Line besitzt zwei Private Inseln Castaway Cay und Lighthouse Point. Sie sind exklusiv für Disney Schiffe gestaltet.

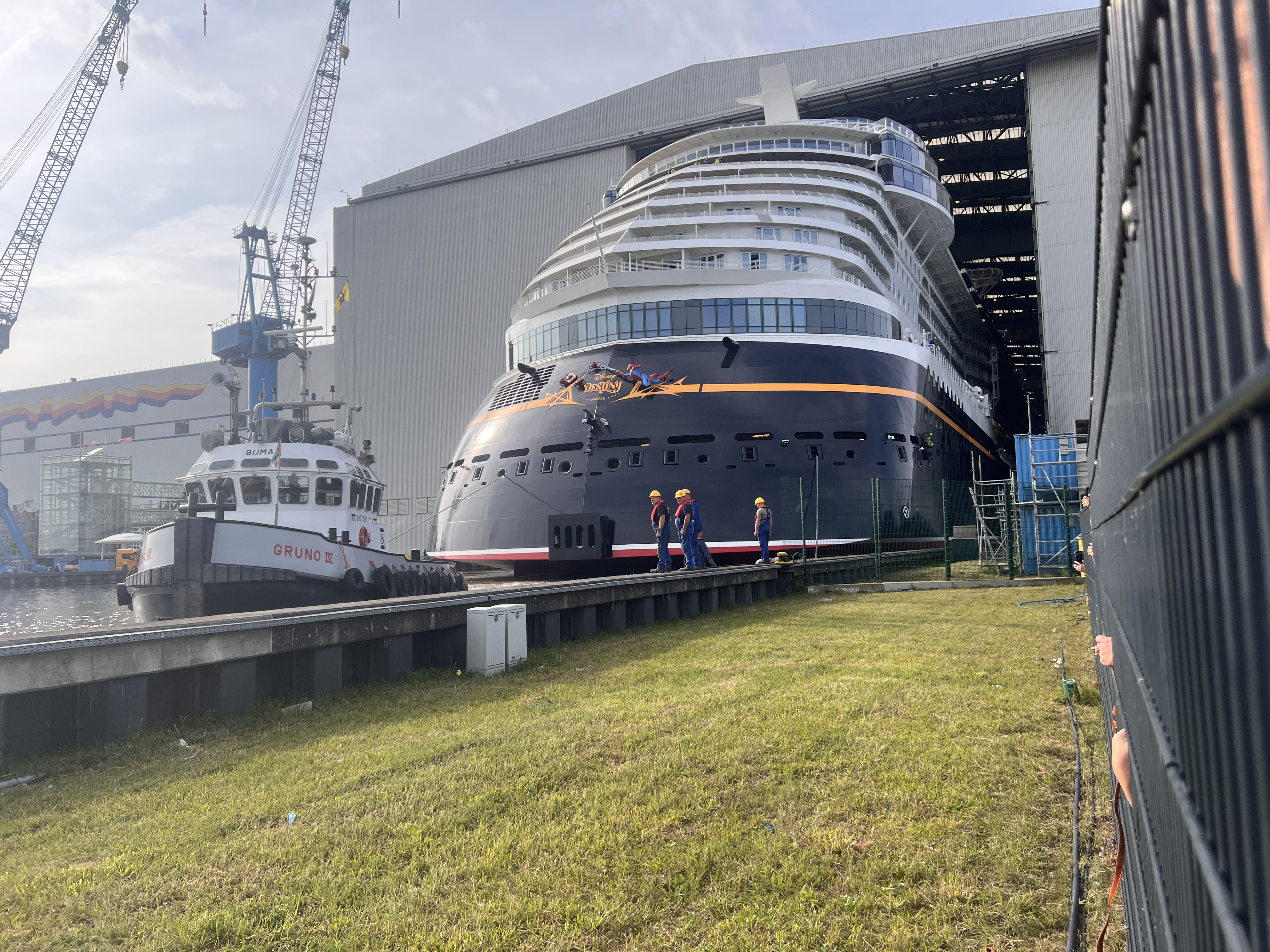
Spider-Man und Spider-Bots auf dem Bug der Disney Destiny

Disney-Schiffe verfügen zusätzlich zum traditionellen Horn das „Mickey-Horn“ und das „When You Wish Upon a Star“ aus Disneys Pinocchio. Die Disney Dream, Disney Fantasy und alle nachfolgenden Schiffe haben andere Melodien als Horn, die auf der Disney Magic und der Disney Wonder nicht zu hören sind, wie zum Beispiel „Do You Want to Build a Snowman?“, „It's a Small World“ und eine verlängerte Version von „When You Wish Upon a Star“.
Eine Disney Kreuzfahrt ist mindestens zwei Nächte lang und maximal 14 Tage lang. Ausgenommen sind Transatlantikreisen von den USA nach Europa...
Eine 7-Tage-Kreuzfahrt mit einem Disney-Schiff kostet mindestens 3.000 €
Die Disney Dream und Disney Fantasy wurden im Januar 2011 bzw. März 2012 in Dienst gestellt. Diese Schiffe wurden auf der Meyer Werft in Papenburg, Deutschland, gebaut. Diese neuen 129.690 Tonnen schweren Schiffe sind 339,5 m lang und 36,8 m breit. Sie sind zwei Decks höher als die Disney Magic und Disney Wonder und verfügen jeweils über 1.250 Kabinen.
Die Disney Dream war das erste Schiff mit einer Wasserachterbahn.
10 Jahre später: Die Disney Wish wurde im Juli 2022 in Dienst gestellt und begab sich auf ihre Jungfernfahrt, eine fünftägige Bahamas-Kreuzfahrt mit Zwischenstopps in Nassau und Castaway Cay.
Die Disney Treasure wurde am 3. August 2024 ab 8:30 Uhr ausgedockt danach wurde sie am Werftkai befestigt um weitere Arbeiten die man nicht im Baudock erledigen kann zu erledigen. Am 18. September 2024 wurde die Disney Destiny über die Ems geführt.
Die Disney Treasure wurde am 24. Oktober 2024 an Disney Cruise Line übergeben.
Am 11. November 2024 rettete die Disney Treasure während seiner Auslieferungsreise eine vierköpfige Familie aus einem sinkenden Segelboot vor der Küste Bermudas. Die Disney Treasure segelte 80 Meilen weit, das Boot war überschwemmt. Die Bilgenpumpe konnte die Flut nicht eindämmen. Die Disney Treasure rettete alle vier Insassen.
Am 9. August wurde das neueste Disney Schiff die Disney Destiny aus dem Baudock der Meyer Werft in Papenburg ausgedockt. Das Ausdockmanöver begann um 8:45 Uhr und ging bis ca. 11 Uhr.

## Aktuelle Schiffsflotte
| Schiff          | Klasse        | Kapazität | Kabinen | Anzahl Besatzung | In Dienststellung | Heimathafen                                | Bauwerft    | Länge des Schiffes | Breite des Schiffes | Bruttoregistertonnen | Foto des Schiffes                                                | Hauptcharactere                                                            | Patin                              |
| --------------- | ------------- | --------- | ------- | ---------------- | ----------------- | ------------------------------------------ | ----------- | ------------------ | ------------------- | -------------------- | ---------------------------------------------------------------- | -------------------------------------------------------------------------- | ---------------------------------- |
| Disney Magic    | Magic         | 2,700     | 875     | 945              | 30. Juli 1998     | 🇺🇸 Port Everglades, Florida, United States | Fincantieri | 294 m              | 32,2 m              | 84,130 GT            |                                                                  | Zauberer Mickey/Steuermann Mickey/Goofy                                    | Patricia Disney                    |
| Disney Wonder   | Magic         | 2,700     | 875     | 945              | 15. August 1999   | 🇺🇸 San Diego, California, United States    | Fincantieri | 294 m              | 32,2 m              | 83,969 GT            |                                                                  | Steamboat Willie/Arielle/Donald Duck und Tick                              | Tinkerbell                         |
| Disney Dream    | Dream         | 4,000     | 1,250   | 1,453            | 26. Januar 2011   | 🇺🇸 Port Everglades, Florida, United States | Meyer Werft | 339,5 m            | 37 m                | 129,690 GT           |                                                                  | Kapitän Mickey/Admiral Donald/Zauberer Mickey und Besen                    | Jennifer Hudson                    |
| Disney Fantasy  | Dream         | 4,000     | 1,250   | 1,480            | 31. März 2012     | 🇺🇸 Port Canaveral, Florida, United States  | Meyer Werft | 339,8 m            | 37 m                | 129,690 GT           |                                                                  | Zauberer Mickey/Madamoiselle Minnie/Dumbo und Timothy Q. Maus              | Mariah Carey                       |
| Disney Wish     | Triton (Wish) | 4,000     | 1,254   | 1,555            | 29. Juni 2022     | 🇺🇸 Port Canaveral, Florida, United States  | Meyer Werft | 340,9 m            | 39 m                | 144,256 GT           |                                                                  | Kapitän Minnie/Cinderella, Lucifer, Jaq und Gus/Rapunzel und Pascal        | All Make-A-Wish children           |
| Disney Treasure | Triton (Wish) | 4,000     | 1,256   | 1,458            | 21. Dezember 2024 | 🇺🇸 Port Canaveral, Florida, United States  | Meyer Werft | 341,1 m            | 39 m                | 144,256 GT           | The Disney Treasure at Meyer Werft Shipyard in Papenburg Germany | Kapitän Minnie/Aladdin, Jasmin und der magische Teppich/Peter Pan und Hook | Disney Mitarbeiter der ganzen Welt |

### Disney Magic
Bis Februar 1994 ließ Disney die Entwürfe für Kreuzfahrtschiffe entwerfen. Disney Cruise Line bestellte 1995 Disney Magic und Disney Wonder bei Fincantieri in Italien. Beide Schiffe wurden in zwei Hälften gebaut, wobei der Bug auf der Werft von Fincatieri in Ancona und das Heck auf der Werft in Marghera gebaut wurde.
Die geplante Jungfernfahrt war für den 12. März 1998. Im Januar 1997 wurde das erste Ticket für Die erste Reise der Disney Magic auf dem Lifetime-Kanal verlost, der Ticketverkauf begann im September 1997. Verzögerungen beim Bau der MS Rotterdam hielten zusätzliche Arbeitskräfte von der Disney Magic ab. Daher verlegte die Disney Cruise Line im November 1997 zunächst die erste Reise des Schiffes auf den 30. April 1998. Weitere Verzögerungen seitens der Lieferanten und schlechte Wetterbedingungen bei Fincantieri verzögerten die Jungfernfahrt jedoch noch um einige Monate. Der Bug wurde zur Marghera-Werft geschleppt, wo die Hälften zusammengefügt wurden.

### Disney Wonder
Disney Wonder wurde am 5. Mai 1997 auf Kiel gelegt und am 18. Juni 1999 fertiggestellt. Die Patin des Schiffes war die Disney-Figur Tinkerbell (die nur mit Glockentönen „sprach“), und Mickey Mouse erteilte dem Schiff den Segen auf Englisch. Die Disney Wonder wurde im August 1999 in Dienst gestellt.

### Disney Dream
m Februar 2007 gab Disney Cruise Line bekannt, dass sie zwei neue Schiffe bestellt hat. Der erste Stahlschnitt für Spiralarbeiten am Schiffsrumpf erfolgte im März 2009 auf der Meyer Werft in Papenburg, Deutschland. Später in diesem Monat wurden die beiden Schiffe benannt, wobei die Disney Dream als erstes in Dienst gestellt werden sollte, gefolgt von ihrem Schwesterschiff Disney Fantasy. Das Design von von der Disney Dream wurde am 29. Oktober 2009 auf einer Pressekonferenz in New York City vorgestellt.
Der Kiel von der Disney Dream wurde am 19. August 2009 gelegt. Am 1. Juni 2010 wurde der letzte Teil des Schiffes, der Bug, an seinen Platz gebracht und damit das Äußere fertiggestellt, während die Arbeiten am Inneren des Schiffes fortgesetzt wurden. Das Auslaufen fand am 30. Oktober 2010 statt und die Disney Dream hatte ihre Jungfernfahrt am 26. Januar 2011.
Disney Cruise Line übernahm die Disney Dream am 8. Dezember 2010 in Bremerhaven. Sie kam am 4. Januar 2011 in Port Canaveral, Florida an. Die Disney Dream wurde am 19. Januar 2011 von Jennifer Hudson getauft.

### Disney Fantasy
Im März 2009 wurden die beiden Schiffe benannt, wobei die Disney Fantasy am 31. März 2012 in Dienst gestellt werden sollte, etwas mehr als ein Jahr nach ihrem Schwesterschiff, der Disney Dream. Disney Fantasy ist strukturell fast identisch mit Disney Dream, mit 130.000 BRZ, einer Länge von 340 m und einer Breite von 42 Metern. Die Disney Fantasy verfügt über 1.250 Kabinen.
Die Kiellegung des Schiffes erfolgte am 11. Februar 2011. Karl Holz, Präsident der Disney Cruise Line, legte zusammen mit Minnie Mouse offiziell eine magische Münze unter den Schiffsrumpf. Die Münze ist identisch mit der Münze, die unter der Disney Dream platziert wurde, weist jedoch die Baunummer S688 und das Datum der Kiellegung auf. Am 13. September 2011 wurde bekannt gegeben, dass die Figur der Disney Fantasy Dumbo ist.
Am 9. Dezember 2011 beschädigten unbekannte Täter, wohl aber Arbeiter, die auf der Disney Fantasy beschäftigt waren, auf dem im Bau befindlichen Schiff 48 Kabinen durch das Öffnen von Feuerlöschanlagen und Abwasserhähnen. Der Schaden wurde auf rund eine Million Euro beziffert.

### Disney Wish
Im März 2016 gab Disney Cruise Line bekannt, dass sie zwei neue Schiffe bestellt hat, die größer als Disney Dream und Disney Fantasy sein sollen, aber über die gleiche Anzahl an Kabinen verfügen. Ein drittes Schiff dieser Klasse wurde am 15. Juli 2017 auf der D23 Expo angekündigt. Im März 2018 veröffentlichte Disney Cruise Line das erste Rendering seiner neuen Generation von Kreuzfahrtschiffen. Die 144.000 BRZ schweren Kreuzfahrtschiffe würden mit LNG betrieben und könnten mindestens 2.500 Gäste beherbergen. Im Januar 2019 wurde die Schiffsklasse in öffentlichen Dokumenten, die von Port Canaveral veröffentlicht wurden, als Triton bestätigt. Allerdings folgt es nun der Standardbenennung der Klasse nach dem ersten Schiff.
Am 25. August 2019 wurde das fünfte Schiff auf der D23 Expo offiziell als Disney Wish angekündigt. Der Bau begann im März 2020 auf der Meyer Werft in Deutschland, der Liefertermin wurde später aufgrund der COVID-19-Pandemie geändert. Auf der D23 Expo wurde außerdem angekündigt, dass Rapunzel als Heckfigur der Disney Wish auftreten sein wird.
Am 8. April 2021 wurde während der Kiellegungszeremonie bekannt gegeben, dass Captain Minnie das Herzstück der Disney Wish sein würde. Am 29. April 2021 gab Disney Cruise Line einen ersten Blick auf ihr neuestes Schiff, Disney Wish, das Mitte 2022 in See stechen soll. Am 14. Juli 2022 wurde die Disney Wish offiziell in Dienst gestellt und begab sich auf ihre Jungfernfahrt, eine fünftägige Bahamas-Kreuzfahrt mit Zwischenstopps in Nassau und Castaway Cay. Sie ist 144.256 BRZ groß, hat eine Länge von 340 m und eine Breite von 38,5 m. Disney Wish hat eine Kapazität von 1.555 Besatzungsmitgliedern und 4.000 Passagieren mit 1.254 Kabinen.

### Disney Treasure
Hauptartikel: Disney Treasure
Am 11. September 2022 wurde das sechste Schiff auf der D23 Expo offiziell als Disney Treasure angekündigt. Das Schiff ist vom Thema Abenteuer inspiriert, wobei die Große Halle von der Erhabenheit und dem Geheimnis eines vergoldeten Palastes inspiriert ist, der sich von der realen Welt Asiens und Afrikas inspirieren lässt.
Die Disney Treasure wurde im März 2024 zum ersten Mal im Trockendock überflutet und verließ das Trockendock im am 3. August 2024. Am 18. September verließ es die Werft in Richtung Eemshaven, wo es am 19. September eintraf. Das Schiff verließ Eemshaven am 25. September um 23:14 Uhr (UTC+2) zu Probefahrten im Skagerrak.
Am 24. Oktober wurde die Disney Treasure in Eemshaven abgeliefert. Sie verließ Eemshaven am 29. Oktober in Richtung Funchal, Portugal.
Am 11. November 2024 rettete das Schiff während seiner Auslieferungsreise eine vierköpfige Familie aus einem sinkenden Segelboot vor der Küste Bermudas. Die Disney Treasure segelte 80 Meilen weit, das Boot war überschwemmt. Die Bilgenpumpe konnte die Flut nicht eindämmen. Die Disney Treasure rettete alle vier Insassen.
Sie hat eine Bruttoraumzahl von 144.256 BRZ und 1.256 Kabinen.
Am 19. November 2024 wurde die Disney Treasure in New York City von allen 200.000 Disney Mitarbeitern der ganzen Welt getauft.
Am 21. Dezember 2024 brach die Disney Treasure zu ihrer Jungfernfahrt auf. Ihre Reiserouten gehen bis September 2026 immer von Samstag bis Samstag in der Karibik. 

## Zukünftige Flotte
Disney Cruise Line hat offiziell sieben Kreuzfahrtschiffe bei der Meyer Werft bestellt.
3 Schiffe aus der Triton (Wish) Klasse
1 Schiff aus der Global / Adventure Klasse
3 Schiffe aus der Meridian Klasse
Die Schiffe der Wish-Klasse sind größer als die Disney Dream und Disney Fantasy, verfügen aber über die gleiche Anzahl an Kabinen. Die Kreuzfahrtschiffe mit einer Bruttoraumzahl von 144.000 werden mit LNG betrieben. Disney gab eine Vereinbarung zum Bau von zwei Schiffen der Wish-Klasse im Jahr 2016 und einem dritten im Juli 2017 bekannt. Die Oriental Land Company und Disney Cruise Line bestellten ein Schiff der Wish-Klasse, das 2028 als erstes in Japan ansässiges Disney-Kreuzfahrtschiff seine Fahrt aufnehmen wird.
Disney erwarb auch die teilweise fertiggestellte Global Dream, die für die inzwischen aufgelöste Dream Cruises in Dienst gestellt werden sollte. Seit der Umbenennung in Disney Adventure wird das Kreuzfahrtschiff mit einer Bruttoraumzahl von 208.000 (GT) 45 % größer sein als die Wish-Klasse und eine Kapazität von etwa 6.000 Passagieren haben. Das Schiff wurde für 40 Millionen Euro gekauft, ein deutlicher Abschlag gegenüber dem ursprünglichen Wert von 1,8 Milliarden Euro. Disney Adventure wird von Meyer Wismar unter der Aufsicht der Meyer Werft gebaut, die auch die anderen Disney-Schiffe fertiggestellt hat. Das Schiff wird mit Methanol betrieben.
Es wird am 15. Dezember 2025 in Dienst gestellt und in Singapur stationiert sein.
Am 11. August 2024, während der D23, kündigte Josh D'Amaro an, dass Disney vier zusätzliche Schiffe in Papenburg bei der Meyer Werft bestellt hat und die Auslieferung im Jahr 2027 beginnen würde, wodurch sich die Gesamtzahl der Flotte auf 13 erhöht. Im Januar 2025 wurde bekannt gegeben, dass ein fünftes Triton (Wish) Klassen Schiff und 3 kleinere Schiffe in der Meyer Werft gebaut werden. Die neue Klasse wird mit ca. 100.000 BRZ größer als die Magic Klasse aber kleiner als die Dream Klasse sein, ihre Auslieferung erfolgt von 2029 bis 2031. Außerdem wird Disney Cruise Line nicht auf LNG Antrieb setzen, sondern man möchte in der neuen Klasse Biokraftstoffe und Synthetische Kraftstoffe nutzen.
| Schiff            | Klasse             | Kapazität | Kabinen      | Anzahl Besatzung | In Dienststellung | Heimathafen                                | Bauwerft     | Länge des Schiffes | Breite des Schiffes | Gross tonnage | Hauptcharaktere                                                        | Status     |
| Disney Destiny    | Triton (Wish)      | 4,000     | 1,254        | 1,500            | 20. November 2025 | 🇺🇸 Port Everglades, Florida, United States | Meyer Werft  | 341 m              | 39 m                | 144,000 GT    | Heldin Minnie / Black Panther und T'Challa / Spider-Man und Spiderbots | Endphase   |
| Disney Adventure  | Global / Adventure | 6,700     | 2,350        | 2,500            | 15. Dezember 2025 | 🇸🇬 Cruise Centre, Singapur, Asien          | Meyer Wismar | 342 m              | 46 m                | 208,000 GT    | Captain Micky / Zauberer Micky / Captain Micky und Captain Minnie      | Endphase   |
| Disney N.N.       | Triton (Wish)      | 4,000     | 1,254        | 1,500            | 2027              | TBA                                        | Meyer Werft  | 340 m              | 39 m                | 144,000 GT    | TBA                                                                    | im Bau     |
| Disney N.N. / OCL | Triton (Wish)      | 4,000     | 1,254        | 1,500            | 2028              | 🇯🇵 Port of Yokohama, Yokohama, Japan       | Meyer Werft  | 340 m              | 39 m                | 144,000 GT    | TBA                                                                    | in Planung |
| Disney N.N.       | Meridian Klasse    | 3,000     | ca. 900–1000 | ca. 1,000–1,200  | 2029              | TBA                                        | Meyer Werft  | 250 m – 300 m      | ca. 30 m – 35 m     | 100,000 GT    | TBA                                                                    | in Planung |
| Disney N.N.       | Meridian Klasse    | 3,000     | ca. 900–1000 | ca. 1,000–1,200  | 2030              | TBA                                        | Meyer Werft  | 250 m – 300 m      | ca. 30 m – 35 m     | 100,000 GT    | TBA                                                                    | in Planung |
| Disney N.N.       | Meridian Klasse    | 3,000     | ca. 900–1000 | ca. 1,000–1,200  | 2031              | TBA                                        | Meyer Werft  | 250 m – 300 m      | ca. 30 m – 35 m     | 100,000 GT    | TBA                                                                    | in Planung |
| ----------------- | ------------------ | --------- | ------------ | ---------------- | ----------------- | ------------------------------------------ | ------------ | ------------------ | ------------------- | ------------- | ---------------------------------------------------------------------- | ---------- |